# Titularbistum Turres in Numidia
Turres in Numidia (ital.: Torri di Numidia ) ist ein Titularbistum der römisch-katholischen Kirche. 
Das Bistum Turres in Numidia war in Numidien angesiedelt, einer historischen Landschaft in Nordafrika, die weite Teile der heutigen Staaten Tunesien und Algerien umfasst.
| Titularbischöfe von Turres in Numidia |                                  |                                                           |                  |                   |
| Nr.                                   | Name                             | Amt                                                       | von              | bis               |
| 1                                     | Gabriel-Marie Garrone            | Kurienerzbischof                                          | 5. März 1966     | 26. Juni 1967     |
| 2                                     | Salvatore Di Salvo               | Weihbischof in Rossano und Santa Lucia del Mela (Italien) | 31. Oktober 1968 | 20. Dezember 1976 |
| 3                                     | Martino Matronola OSB            | Abt in Montecassino (Italien)                             | 21. März 1977    | 20. Mai 1994      |
| 4                                     | Francisco de Paula Victor        | Weihbischof in Brasília (Brasilien)                       | 28. August 1996  | 21. November 2018 |
| 5                                     | Guillermo Teodoro Elías Millares | Weihbischof in Lima (Peru)                                | 13. April 2019   |                   |